# Baúco
Baúco o Bauco (en filipino: Bauko) es un municipio en la provincia de La Montañosa en Filipinas. Conforme al censo del 2000, tiene 27,729 habitantes.

## Barangayes
Baúco se divide administrativamente en 22 barangayes.
| - Abatan - Bagnen Oriente - Bagnen Proper - Balintaugan - Banao - Bila (Bua) - Guinzadan Central - Guinzadan Norte - Guinzadan Sur - Lagawa - Leseb | - Mabaay - Mayag - Monamon Norte - Monamon Sur - Mount Data - Otucan Norte - Otucan Sur - Población (Bauko) - Sadsadan - Sinto - Tapapan |

## Personas destacadas
- Marky Cielo, actor